# Crivitzer See
De Crivitzer See is een meer in de Duitse deelstaat Mecklenburg-Voor-Pommeren, in de gemeente Crivitz, Landkreis Ludwigslust-Parchim. Het heeft een oppervlakte van 37 ha. De toevoer van water - vanaf de Militzsee - en afwatering - naar de Barniner See - gebeurt via de Amtsgraben. Er ligt een schiereiland vlak bij het stadscentrum, waarop zich al zeer vroeg een Slavische walburcht bevond en waarbij later de stad is ontstaan.
Door zijn stedelijke ligging is de Crivitzer See een belangrijke vrijetijdsbestemming voor de bewoners. Er is een volledig rondgaand wandelpad en het meer is ook geliefd bij hengelaars.

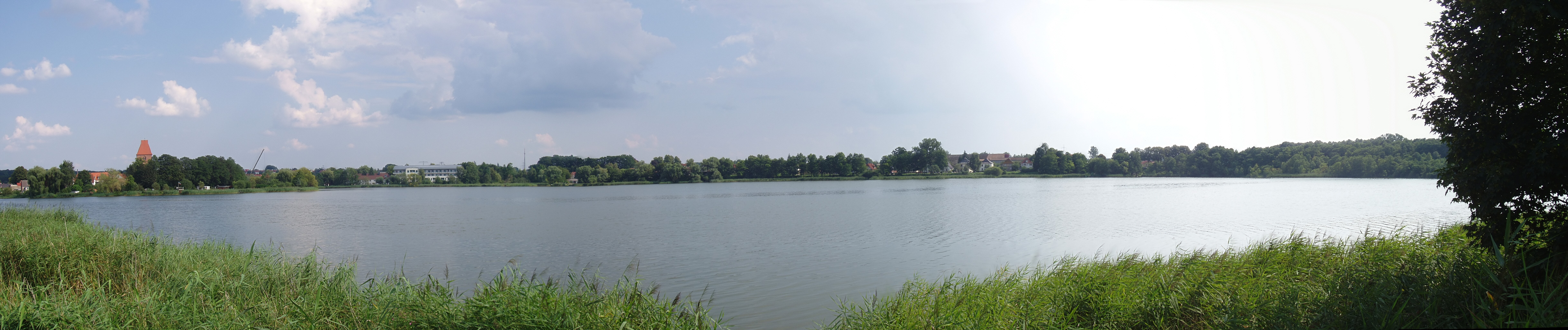
Crivitzer See vanaf de westoever